# 阿部昭
阿部 昭（あべ あきら、1934年9月22日 - 1989年5月19日）は、日本の小説家・元テレビディレクター。
父は海軍職業軍人。東京大学文学部仏文科卒。ラジオ東京（現・TBS）で番組制作に従事しながら創作をはじめた。
『子供部屋』により『文学界』新人賞受賞。私小説的な短編を得意とし、「内向の世代」の代表作家として活躍した。

## 来歴・人物
〈主な出典：〉
大日本帝国海軍の将校、阿部信夫（本籍は愛知県）の息子として広島県広島市白島（現中区白島）に生まれ、父の転勤に伴い、1935年春から神奈川県藤沢市鵠沼に育つ。
1935年12月に、市内の鵠沼海岸下鰯に転居。1939年、片瀬乃木幼稚園（現在の湘南白百合学園幼稚園）に入園。1941年、藤沢第一国民学校（現在の藤沢市立藤沢小学校）に入学。1947年、新制の藤沢市立第一中学校に1期生として進む。神奈川県立湘南高等学校では石原慎太郎、江藤淳の一学年下だった。1954年、東京大学文学部仏文科に進んだが、大江健三郎はほぼ同期、大学時代は学生演劇に熱中するかたわら、後のチェリスト堤剛と安田謙一郎の家庭教師を務めた。1953年8月、鵠沼松が岡に転居。
1959年に大学を卒業してラジオ東京（現在のTBS）に入社し、ラジオやテレビのディレクターとして活躍。勤めのかたわら小説を書き続け、1962年に「子供部屋」で文學界新人賞を受賞。1968年に処女短篇集『未成年』を刊行。
1970年、短篇「司令の休暇」で注目を集める。1971年、TBSを辞して専業作家となり、翌年辻堂東海岸へ仕事場を設け、自宅から自転車で通う。1973年、『千年』で毎日出版文化賞受賞。1976年、辻堂東海岸に一家転住。同年、『人生の一日』で芸術選奨新人賞受賞。芥川賞候補になること6回（芥川賞史上最多記録）。
1歳から生涯住み続けた湘南や、鵠沼（1976年まで在住）を舞台にした作品が多い。小説のモティーフは、敗戦後に権威失墜を味わった元軍人の老父や、知的障害を持つ兄や息子など自らの家族に関わることが多く、私小説の系統を引いていて、「内向の世代」の作家である。短篇小説の名手として知られ、晩年刊行した評論『短編小説礼讃』も反響を呼んだ。『言葉ありき』などのエッセイ集も評価が高い。なお、プロ野球では阪神タイガースファン兼阪急ブレーブスファンであった。
1989年5月19日12時30分、神奈川県藤沢市の藤沢市民病院において、急性心不全により55歳で死去。戒名は崇徳院昭誉文学居士。遺骨は神奈川県藤沢市内の夢想山本真寺（浄土宗）に埋葬されている。
『阿部昭全作品』（全8巻、福武書店）、および没後刊の『阿部昭集』（全14巻、岩波書店）がある。

## 家族
- 父の阿部信夫は大日本帝国海軍の将校で駆潜隊司令や掃海隊司令を務めた。終戦時は大佐。
- 息子の阿部龍二郎はテレビプロデューサーで元TBSスパークル代表取締役社長。

## 著書
- 『未成年』文藝春秋 1968　のち角川文庫
- 『大いなる日』講談社 1970　のち講談社文庫、「大いなる日・司令の休暇」講談社文芸文庫
- 『司令の休暇』新潮社 1971　のち中公文庫
- 『阿部昭集 新鋭作家叢書』河出書房新社 1972
- 『あの夏 あの海』河出書房新社 1972
- 『日日の友』河出書房新社 1972　のち中公文庫
- 『千年』講談社 1973　のち講談社文庫、「千年・あの夏」講談社文芸文庫
- 『無縁の生活』講談社 1974　のち講談社文庫、「無縁の生活・人生の一日」講談社文芸文庫
- 『人生の一日』中央公論社 1976
- 『子供の秘密』河出書房新社 1976
- 『過ぎし楽しき年』新潮社 1978
- 『阿部昭全短篇』講談社（上下） 1978
- 『子供部屋』集英社 1978　のち集英社文庫
- 『父たちの肖像』中央公論社 1979　のち講談社文芸文庫
- 『海からの風』作品社 1980
- 『言葉ありき』河出書房新社 1980
- 『こんなものひろった』婦人之友社 1981（小さいえほん）
- 『大きな木の下で』婦人之友社 1981（小さいえほん）
- 『みやげの小石 随筆集』作品社 1981
- 『十二の風景』河出書房新社 1981
- 『散文の基本』福武書店 1981、新編・中公文庫 2022.9
- 『まどろむ入江』福武書店 1982
- 『単純な生活』講談社 1982　のち講談社文芸文庫、小学館
- 『阿部昭全作品』福武書店（全8巻） 1984
- 『緑の年の日記』福武書店 1984
- 『変哲もない一日』河出書房新社 1984
- 『水の優しさ』福武書店 1985
- 『短編小説礼讃』岩波新書 1986
- 『阿部昭18の短篇』福武書店 1987
- 『エッセーの楽しみ』岩波書店 1987
- 『短篇小説を語る 対談集』福武書店 1987
- 『父と子の連作』福武書店 1988
- 『挽歌と記録』講談社 1988
- 『猫に名前をつけすぎると』福武書店 1990 のち河出文庫
- 『阿部昭集』（全14巻）岩波書店 1991-92
- 『未成年と12の短篇』福武文庫 1994
- 『未成年・桃　阿部昭短篇選』講談社文芸文庫 2009
- 『阿部昭短編集』水窓出版 2019
- 『天使が見たもの　少年小景集』中公文庫 2019